# Беднарек, Томаш
Томаш Беднарек (пол. Tomasz Bednarek; родился 12 ноября 1981 года в Пабьянице, Польша) — польский теннисист, специализирующийся на игре в парном разряде.

## Спортивная карьера
В профессиональном теннисе с 2000 года.
Наивысшая позиция в парном рейтинге АТР — 44-е место в апреле 2014 года.
За карьеру выиграл 7 турниров серии ITF Futures и 13 «челленджеров».
В июле 2010 года вместе со своим партнёром Матеушом Ковальчиком впервые сумел дойти до финала турнира АТР в Белграде. Дважды играл в финалах турниров ATP в 2013 году и один раз в 2014 году, но всякий раз уступал.

## Рейтинг на конец года в парном разряде
- 2013 — 59
- 2012 — 89
- 2011 — 132
- 2010 — 96
- 2009 — 125
- 2008 — 164
- 2007 — 121
- 2006 — 159
- 2005 — 526
- 2004 — 392
- 2003 — 506
- 2002 — 934

## Выступления на турнирах

### Финалы турнировATPв парном разряде (4)

#### Поражения (4)
| Легенда                              |
| ------------------------------------ |
| Турниры Большого шлема (0)           |
| Кубок Мастерс / Финал АТР-тура (0)   |
| ATP Мастерс 1000 (0)                 |
| ATP International Gold / АТР 500 (0) |
| ATP International / АТР 250 (0)      |

| Титулы по покрытиям | Титулы по месту проведения матчей турнира |
| ------------------- | ----------------------------------------- |
| Хард (0)            | Зал (0)                                   |
| Грунт (0)           | Зал (0)                                   |
| Трава (0)           | Открытый воздух (0)                       |
| Ковёр (0)           | Открытый воздух (0)                       |

| №  | Дата             | Турнир              | Покрытие | Партнёр          | Соперники в финале                   | Счёт           |
| 1. | 9 мая 2010       | Белград, Сербия     | Грунт    | Матеуш Ковальчик | Сантьяго Гонсалес Трэвис Реттенмайер | 6-7(6) 1-6     |
| 2. | 14 июля 2013     | Штутгарт, Германия  | Грунт    | Матеуш Ковальчик | Факундо Багнис Томас Беллуччи        | 6-2 4-6 [9-11] |
| 3. | 29 сентября 2013 | Бангкок, Таиланд    | Хард(i)  | Юхан Брунстрём   | Джейми Маррей Джон Пирс              | 3-6 6-3 [6-10] |
| 4. | 13 апреля 2014   | Касабланка, Марокко | Грунт    | Лукаш Длоуги     | Жан-Жюльен Ройер Хория Текэу         | 2-6 2-6        |